# Razac-de-Saussignac
Razac-de-Saussignac is een gemeente in het Franse departement Dordogne (regio Nouvelle-Aquitaine) en telt 365 inwoners (2005). De plaats maakt deel uit van het arrondissement Bergerac.

## Geografie
De oppervlakte van Razac-de-Saussignac bedraagt 11,4 km², de bevolkingsdichtheid is 32,0 inwoners per km².
De onderstaande kaart toont de ligging van Razac-de-Saussignac met de belangrijkste infrastructuur en aangrenzende gemeenten.

## Demografie
Onderstaande figuur toont het verloop van het inwonertal (bron: INSEE-tellingen).